# Joe Eigo

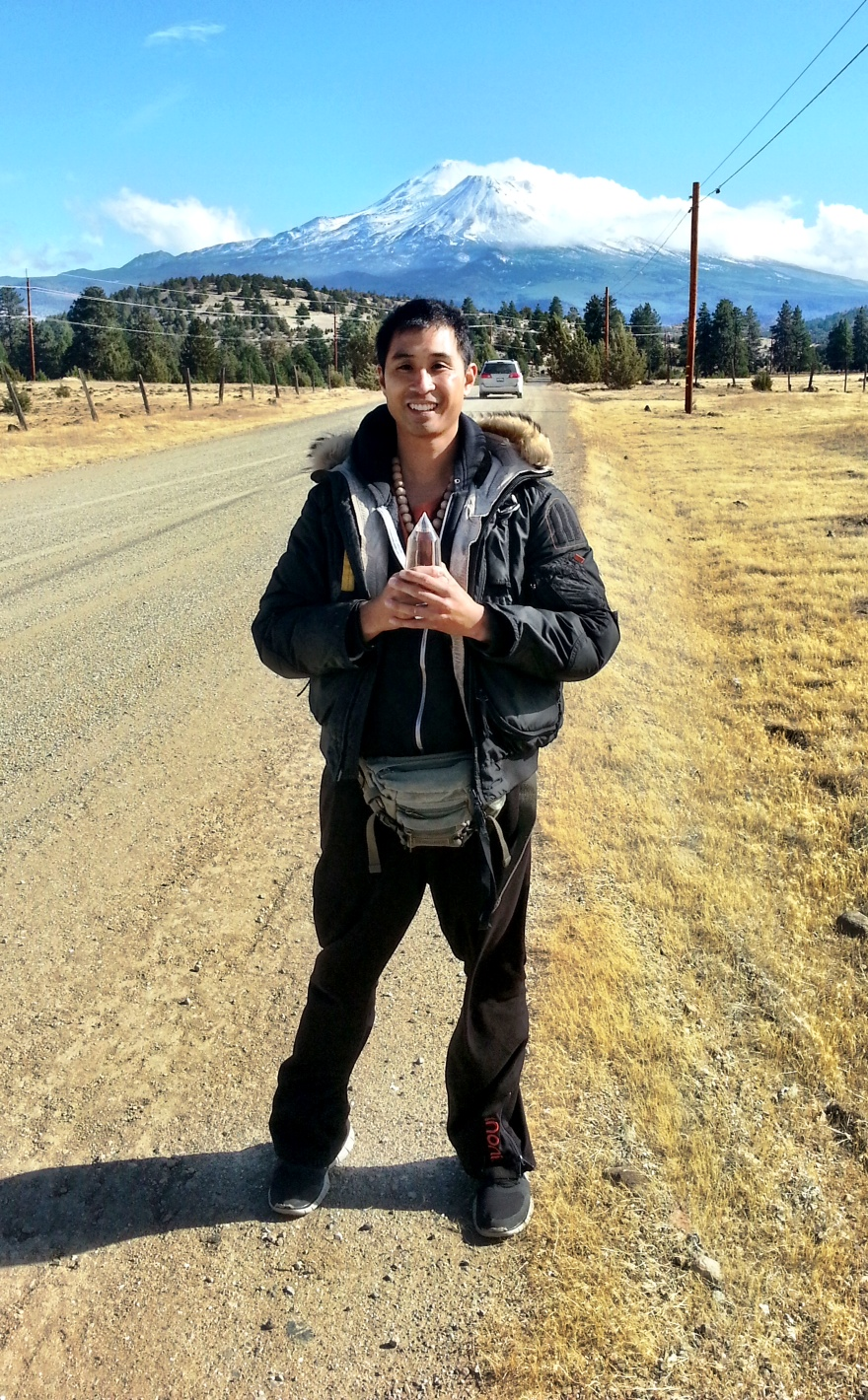
Joe Eigo

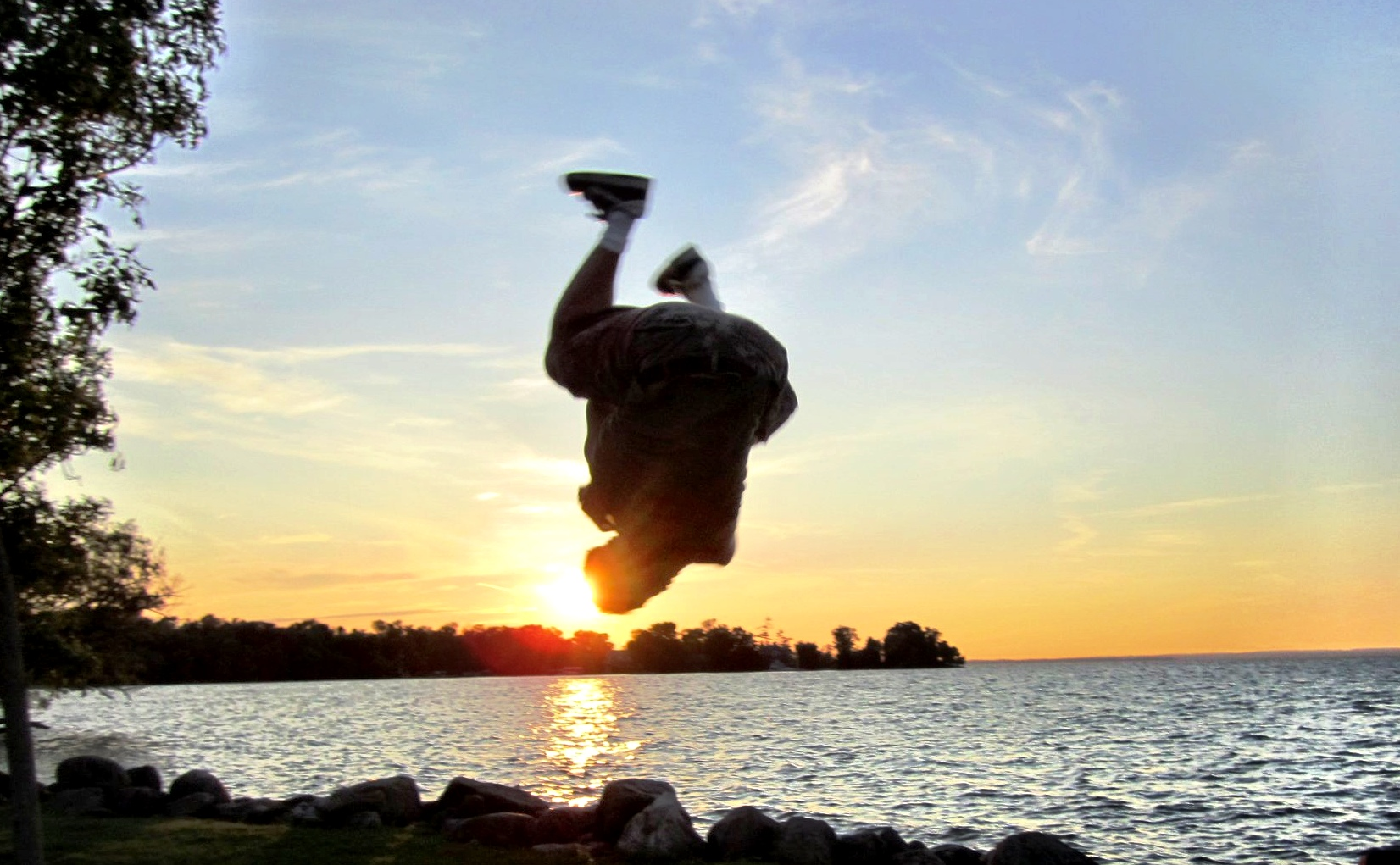
Joe Eigo

Joe Eigo (* 19. Februar 1980 in Aurora, Kanada) ist ein kanadischer Gymnastiker, Heiler, Kampfkünstler und Stuntman.

## Leben
Joe Eigo ist der Gründer der Multi Level Moves. Er spielte in diversen Filmen als Stuntman mit. Eine seiner wichtigsten Rollen war im Jahre 2004 in In 80 Tagen um die Welt, wo er im berühmten Stuntteam von Jackie Chan mitwirkte.
Eigos Video Matrix – for Real wurde über 4,5 Millionen Mal bei Metacafe angesehen. Er bekam dafür 25.000 US-Dollar (Stand: Januar 2007).
Sein Sponsor ist Tahitian Noni.

## Filmografie
- 2000: Witchblade (Fernsehserie)
- 2002: Odyssey 5 (Fernsehserie)
- 2002: Christmas Rush (TV)
- 2004: LazyTown (Fernsehserie)
- 2004: In 80 Tagen um die Welt (Around the World in 80 Days)
- 2006: American Pie Presents: The Naked Mile